# 蔡一紅
蔡一紅（1947年—2015年1月8日），台灣女歌星，綽號卜派歌后。1966年被藝人魏少朋發掘，1967年演唱台視台語連續劇《冰點》主題曲走紅歌壇，退出演藝圈後轉行經商。2007年上八大電視綜藝節目《台灣的歌》復出。2012年確診罹患鼻咽癌第一期，積極抗癌，恢復良好。2013年在自家浴室摔倒，送醫取出腦中血塊。2014年8月鼻咽癌病情惡化，連講話都很困難，僅能用手機簡訊與外界聯絡。
2015年1月8日因鼻咽癌逝世，享壽68歲。

## 演唱會
- 2014年《風華再現群星會》
- 2015年《歌王歌后金曲演唱會》（因身體不適取消）